# Nothodixa chilensis
Nothodixa chilensis är en tvåvingeart som först beskrevs av Alexander 1913.  Nothodixa chilensis ingår i släktet Nothodixa och familjen u-myggor. Inga underarter finns listade i Catalogue of Life.